# Ali Daei
Ali Daei (født 21. marts 1969 i Ardebil, Iran) er en iransk fodboldspiller. Han er den første mandlige fodboldspiller, der har scoret over 100 mål i international sammenhæng og den første asiatiske spiller, der har scoret mål i UEFA Champions League. En etnisk Azeri.